# Danh sách sân vận động Giải bóng đá Ngoại hạng Anh
Từ khi thành lập Premier League, giải đấu bóng đá thường niên cao nhất nước Anh, đã có 54 sân vận động bóng đá được sử dụng để tổ chức các trận đấu. Ở vòng đấu mở màn Premier League diễn ra vào ngày 15 tháng 8 năm 1992 với 11 câu lạc bộ tổ chức trên sân nhà. Sau Thảm họa Hillsborough năm 1989, Taylor Report đề nghị bãi bỏ khán đài đứng bắt đầu từ mùa 1994–95, thay thế bằng các sân vận động có ghế ngồi. Tuy nhiên, sau khi Fulham lên hạng từ Division 1 mùa 2000–2001, khán đài đứng trở lại tạm thời tại Premier League khi Liên đoàn bóng đá Anh cho phép câu lạc bộ có thêm thời gian cải tạo sân bóng. Câu lạc bộ buộc phải chuyển tới thi đấu tại Loftus Road trong quá trình nâng cấp Craven Cottage, họ chỉ được trở lại sau khi sân nhà của họ hoàn thành việc xây dựng vào mùa 2004–05.
Sân vận động Turf Moor của Burnley trở thành sân đấu thứ 50 của Premier League khi Burnley có trận đấu sân nhà đầu tiên tại Premier League gặp đội đương kim vô địch Manchester United, vào ngày 19 tháng 8 năm 2009.. Old Trafford của Manchester United là sân lớn nhất Premier League, trong khi đó Dean Court của AFC Bournemouth là nhỏ nhất.

## Các sân vận động
Các sân vận động in đậm là sân nhà của các đội đang thi đấu tại Giải bóng đá Ngoại hạng Anh 2022–23, trong khi đó in nghiêng là các sân đã bị phá hủy.
| Sân vận động                                             | Hình                                                                                              | Câu lạc bộ                   | Vị trí              | Mở cửa | Đóng cửa | Sức chứa † | Tọa độ                                            | Refs          |
| -------------------------------------------------------- | ------------------------------------------------------------------------------------------------- | ---------------------------- | ------------------- | ------ | -------- | ---------- | ------------------------------------------------- | ------------- |
| Anfield                                                  | The Shankly Gates at Liverpool F.C.'s Anfield stadium                                             | Liverpool                    | Liverpool           | 1884   |          | 45,276     | 53°25′51″B 002°57′39″T / 53,43083°B 2,96083°T     | [ 7 ]         |
| Arsenal (hay Highbury)                                   | Arsenal's former stadium at Highbury                                                              | Arsenal                      | Luân Đôn            | 1913   | 2006     | 38,419†    | 51°33′28″B 000°06′10″T / 51,55778°B 0,10278°T     | [ 8 ]         |
| Ayresome Park                                            | Middlesbrough's former stadium, Ayresome Park                                                     | Middlesbrough                | Middlesbrough       | 1903   | 1995     | 26,667†    | 54°33′51″B 001°14′49″T / 54,56417°B 1,24694°T     | [ 9 ]         |
| Baseball Ground                                          | —                                                                                                 | Derby County                 | Derby               | 1892   | 2004     | 18,300†    | 52°54′17″B 001°28′7″T / 52,90472°B 1,46861°T      | [ 10 ] [ 11 ] |
| bet365 (tên cũ: Britannia)                               | Stoke City's stadium, the Britannia Stadium                                                       | Stoke City                   | Stoke-on-Trent      | 1997   |          | 27,740     | 52°59′18″B 002°10′32″T / 52,98833°B 2,17556°T     | [ 12 ]        |
| Bloomfield Road                                          | Blackpool's stadium, Bloomfield Road                                                              | Blackpool                    | Blackpool           | 1899   |          | 16,220‡    | 53°48′17″B 3°2′53″T / 53,80472°B 3,04806°T        |               |
| Boleyn Ground (hay Upton Park)                           | West Ham United's Boleyn Ground from Green Street                                                 | West Ham United              | Luân Đôn            | 1904   | 2016     | 35,345     | 51°31′55″B 000°02′22″Đ / 51,53194°B 0,03944°Đ     | [ 13 ]        |
| Boundary Park                                            | Oldham Athletic's stadium, Boundary Park                                                          | Oldham Athletic              | Oldham              | 1904   |          | 13,309     | 53°33′19″B 002°07′43″T / 53,55528°B 2,12861°T     |               |
| Bramall Lane                                             | Sheffield United's stadium, Bramall Lane                                                          | Sheffield United             | Sheffield           | 1855   |          | 32,702     | 53°22′13″B 001°28′15″T / 53,37028°B 1,47083°T     |               |
| Brentford Community                                      |                                                                                                   | Brentford                    | London              | 2020   |          | 17,250     | 51°29′26,97″B 0°17′19,32″T / 51,48333°B 0,28333°T |               |
| Burnden Park                                             | Bolton Wanderer's former stadium, Burnden Park                                                    | Bolton Wanderers             | Bolton              | 1895   | 1997     | 22,616†    | 53°34′8″B 002°24′58″T / 53,56889°B 2,41611°T      | [ 14 ]        |
| Cardiff City                                             | Cardiff City's stadium, Cardiff City Stadium                                                      | Cardiff City                 | Cardiff             | 2009   |          | 26,828     | 51°28′22″B 003°12′11″T / 51,47278°B 3,20306°T     | [ 15 ]        |
| Carrow Road                                              | Norwich City's Carrow Road stadium                                                                | Norwich City                 | Norwich             | 1935   |          | 27,033     | 52°37′20″B 001°18′33″Đ / 52,62222°B 1,30917°Đ     | [ 16 ]        |
| City Ground                                              | Nottingham Forest's stadium, the City Ground                                                      | Nottingham Forest            | Nottingham          | 1898   |          | 30,602     | 52°56′24″B 001°07′58″T / 52,94°B 1,13278°T        | [ 17 ]        |
| County Ground                                            | The Kingswood stand at the County Ground, Swindon Town F.C.'s stadium                             | Swindon Town                 | Swindon             | 1895   |          | 14,700‡    | 51°33′52″B 001°46′14″T / 51,56444°B 1,77056°T     | [ 18 ]        |
| Craven Cottage                                           | The cottage in the corner of Fulham's stadium, Craven Cottage                                     | Fulham                       | Luân Đôn            | 1896   |          | 25,700     | 51°28′30″B 000°13′18″T / 51,475°B 0,22167°T       | [ 4 ]         |
| Dean Court                                               | Part of the Dean Court stadium                                                                    | A.F.C. Bournemouth           | Bournemouth         | 1910   |          | 11,700     | 50°44′7″B 1°50′18″T / 50,73528°B 1,83833°T        |               |
| The Dell                                                 | Southampton's stadium, The Dell                                                                   | Southampton                  | Southampton         | 1898   | 2001     | 15,200†    | 50°54′53″B 001°24′47″T / 50,91472°B 1,41306°T     | [ 19 ] [ 20 ] |
| DW (tên cũ: Sân vận động JJB)                            | View of an evening match at Wigan Athletic's DW Stadium                                           | Wigan Athletic               | Wigan               | 1999   |          | 25,138     | 53°32′51″B 002°39′15″T / 53,5475°B 2,65417°T      | [ 21 ]        |
| Elland Road                                              | Elland Road, Leeds United's stadium, East Stand to the right, South Stand to the left             | Leeds United                 | Leeds               | 1897   |          | 39,460     | 53°46′40″B 001°34′20″T / 53,77778°B 1,57222°T     |               |
| Emirates                                                 | Inside Arsenal's current stadium, the Emirates Stadium                                            | Arsenal                      | Luân Đôn            | 2006   |          | 60,272     | 51°33′18″B 000°06′31″T / 51,555°B 0,10861°T       | [ 22 ]        |
| Etihad (hay Sân vận động Thành phố Manchester)           | The interior of the City of Manchester Stadium                                                    | Manchester City              | Manchester          | 2003   |          | 55,000     | 53°28′59″B 002°12′1″T / 53,48306°B 2,20028°T      | [ 24 ] [ 25 ] |
| Ewood Park                                               | The Walker Steel stand at Ewood Park                                                              | Blackburn Rovers             | Blackburn           | 1890   |          | 31,367     | 53°43′43″B 002°29′21″T / 53,72861°B 2,48917°T     | [ 26 ]        |
| Falmer Stadium                                           |                                                                                                   | Brighton & Hove Albion       | Falmer              | 2011   |          | 31,780     | 50°51′42,56″B 00°04′59,8″T / 50,85°B 0,06667°T    | [ 27 ]        |
| Filbert Street                                           | Inside Leicester City's stadium, Filbert Street                                                   | Leicester City               | Leicester           | 1891   | 2002     | 22,000†    | 52°37′25″B 001°08′26″T / 52,62361°B 1,14056°T     | [ 28 ]        |
| Fratton Park                                             | The entrance to Portsmouth's stadium, Fratton Park                                                | Portsmouth                   | Portsmouth          | 1898   |          | 20,978     | 50°47′47″B 001°03′50″T / 50,79639°B 1,06389°T     | [ 29 ]        |
| Goodison Park                                            | Inside Goodison Park, Everton's stadium                                                           | Everton                      | Liverpool           | 1892   |          | 39,571     | 53°26′20″B 002°57′59″T / 53,43889°B 2,96639°T     | [ 30 ]        |
| The Hawthorns                                            | Inside the stadium of West Bromwich Albion, The Hawthorns                                         | West Bromwich Albion         | West Bromwich       | 1900   |          | 26,445     | 52°30′33″B 001°57′50″T / 52,50917°B 1,96389°T     | [ 31 ]        |
| Highfield Road                                           | An entrance to Coventry City's former stadium, Highfield Road                                     | Coventry City                | Coventry            | 1899   | 2005     | 23,489†    | 52°24′43″B 001°29′24″T / 52,41194°B 1,49°T        | [ 32 ]        |
| Hillsborough                                             | The South Stand at Sheffield Wednesday's Hillsborough Stadium                                     | Sheffield Wednesday          | Sheffield           | 1899   |          | 39,812     | 53°24′41″B 001°30′2″T / 53,41139°B 1,50056°T      |               |
| KC                                                       | Outside view of Hull City's KC Stadium                                                            | Hull City                    | Kingston upon Hull  | 2002   |          | 25,400     | 53°44′46″B 000°22′3″T / 53,74611°B 0,3675°T       | [ 33 ]        |
| King Power Tên cũ: Sân vận động Walkers                  | Leicester City's stadium, the King Power Stadium, from the inside                                 | Leicester City               | Leicester           | 2002   |          | 32,500     | 52°37′13″B 001°08′32″T / 52,62028°B 1,14222°T     |               |
| Kirklees                                                 |                                                                                                   | Huddersfield Town            | Huddersfield        | 1994   |          | 24,500     | 53°39′15″B 1°46′6″T / 53,65417°B 1,76833°T        |               |
| Loftus Road                                              | Inside view of Queens Park Ranger's stadium, Loftus Road                                          | Queens Park Rangers & Fulham | Luân Đôn            | 1904   |          | 18,439     | 51°30′33″B 000°13′56″T / 51,50917°B 0,23222°T     | [ 4 ] [ 34 ]  |
| London Tên cũ: Sân vận động Olympic                      | Overhead view of London Stadium, home to West Ham United since 2016                               | West Ham United              | London              | 2016   |          | 60,000     | 51°32′19″B 0°0′59″T / 51,53861°B 0,01639°T        | [ 36 ]        |
| Madejski                                                 | Inside Reading's Madejski Stadium                                                                 | Reading                      | Reading             | 1998   |          | 24,161     | 51°25′20″B 000°58′58″T / 51,42222°B 0,98278°T     |               |
| Maine Road                                               | Inside Maine Road, Manchester City's former stadium                                               | Manchester City              | Manchester          | 1923   | 2003     | 35,150†    | 53°27′4″B 002°14′7″T / 53,45111°B 2,23528°T       | [ 37 ]        |
| Molineux                                                 | Wolverhampton Wanderers' Molineux Stadium from inside                                             | Wolverhampton Wanderers      | Wolverhampton       | 1889   |          | 31,700‡    | 52°35′25″B 002°07′49″T / 52,59028°B 2,13028°T     | [ 38 ]        |
| Oakwell                                                  | The North Stand of Barnsley F.C.'s Oakwell stadium                                                | Barnsley                     | Barnsley            | 1887   |          | 23,009     | 53°33′8″B 001°28′3″T / 53,55222°B 1,4675°T        | [ 39 ]        |
| Old Trafford                                             | The East Stand of Manchester United's stadium Old Trafford                                        | Manchester United            | Trafford            | 1910   |          | 75,635     | 53°27′47″B 002°17′29″T / 53,46306°B 2,29139°T     | [ 40 ]        |
| Portman Road                                             | The Cobbold Stand at Ipswich Town's Portman Road stadium                                          | Ipswich Town                 | Ipswich             | 1884   |          | 30,311     | 52°03′18″B 001°08′41″Đ / 52,055°B 1,14472°Đ       |               |
| Sân vận động Pride Park                                  |                                                                                                   | Derby County                 | Derby               | 1997   |          | 33,597     | 52°54′54″B 001°26′50″T / 52,915°B 1,44722°T       | [ 11 ]        |
| Sân vận động Riverside                                   | The gates at the entrance to Middlesbrough's Riverside Stadium                                    | Middlesbrough                | Middlesbrough       | 1995   |          | 34,988     | 54°34′42″B 001°13′1″T / 54,57833°B 1,21694°T      | [ 41 ]        |
| Roker Park                                               | Sunderland's former stadium, Roker Park, in 1976                                                  | Sunderland                   | Sunderland          | 1898   | 1997     | 22,500†    | 54°55′17″B 001°22′32″T / 54,92139°B 1,37556°T     | [ 42 ]        |
| St Andrew's                                              | The Tilton Road End of Birmingham City's St Andrew's stadium                                      | Birmingham City              | Birmingham          | 1906   |          | 30,079     | 52°28′33″B 001°52′5″T / 52,47583°B 1,86806°T      | [ 43 ]        |
| St James' Park                                           | Inside Newcastle United's stadium, St James' Park                                                 | Newcastle United             | Newcastle upon Tyne | 1880   |          | 52,405     | 54°58′32″B 001°37′18″T / 54,97556°B 1,62167°T     |               |
| St Mary's                                                | View of the Northam Stand inside St Mary's Stadium, Southampton's ground                          | Southampton                  | Southampton         | 2001   |          | 32,689     | 50°54′21″B 001°23′28″T / 50,90583°B 1,39111°T     |               |
| Selhurst Park                                            | Selhurst Park                                                                                     | Crystal Palace & Wimbledon   | Luân Đôn            | 1924   |          | 26,309     | 51°23′54″B 000°05′8″T / 51,39833°B 0,08556°T      |               |
| Sân vận động Ánh Sáng                                    | North Stand of Sunderland's Stadium of Light                                                      | Sunderland                   | Sunderland          | 1997   |          | 49,000     | 54°54′52″B 001°23′18″T / 54,91444°B 1,38833°T     |               |
| Stamford Bridge                                          | Aerial photograph of Chelsea's Stamford Bridge                                                    | Chelsea                      | Luân Đôn            | 1877   |          | 41,798     | 51°28′54″B 000°11′28″T / 51,48167°B 0,19111°T     | [ 44 ]        |
| Swansea.comTên cũ: Sân vận động Liberty                  | Outside view of Swansea City's Liberty Stadium                                                    | Swansea City                 | Swansea             | 2005   |          | 20,937     | 51°38′34″B 3°56′5″T / 51,64278°B 3,93472°T        | [ 45 ]        |
| Tottenham Hotspur                                        |                                                                                                   | Tottenham Hotspur            | Luân Đôn            | 2019   |          | 62,062     | 51°36′17″B 000°03′59″T / 51,60472°B 0,06639°T     |               |
| Turf Moor                                                | The James Hargreaves stand at Burnley's Turf Moor stadium                                         | Burnley                      | Burnley             | 1883   |          | 22,546     | 53°47′21″B 2°13′49″T / 53,78917°B 2,23028°T       |               |
| University of Bolton Tên cũ: Sân vận động Reebok, Macron | Bolton Wanderer's Reebok Stadium during an evening match in 2006                                  | Bolton Wanderers             | Bolton              | 1997   |          | 28,723     | 53°34′50″B 002°32′8″T / 53,58056°B 2,53556°T      |               |
| The Valley                                               | Aerial view of The Valley, Charlton Athletic's stadium                                            | Charlton Athletic            | Luân Đôn            | 1919   |          | 27,111     | 51°29′11″B 000°02′11″Đ / 51,48639°B 0,03639°Đ     |               |
| Valley Parade                                            | Valley Parade                                                                                     | Bradford City                | Bradford            | 1886   |          | 25,136     | 53°48′15″B 001°45′32″T / 53,80417°B 1,75889°T     |               |
| Vicarage Road                                            | The Rookery at Watford's stadium, Vicarage Road                                                   | Watford                      | Watford             | 1922   |          | 21,577     | 51°39′0″B 000°24′6″T / 51,65°B 0,40167°T          |               |
| Villa Park                                               | Brick facade of a stadium with a mosaic with a claret background and Aston Villa in gold writing. | Aston Villa                  | Birmingham          | 1897   |          | 42,682     | 52°30′33″B 001°53′5″T / 52,50917°B 1,88472°T      | [ 46 ]        |
| 57}Wembley Stadium                                       |                                                                                                   | —                            | London              | 2007   |          | 90,000     | 51°33′21″B 0°16′47″T / 51,55583°B 0,27972°T       |               |
| White Hart Lane                                          | Aerial photograph of Tottenham Hotspur's stadium, White Hart Lane                                 | Tottenham Hotspur            | Luân Đôn            | 1899   | 2017     | 36,284     | 51°36′12″B 000°03′57″T / 51,60333°B 0,06583°T     | [ 47 ]        |
|                                                          |                                                                                                   |                              |                     |        |          |            |                                                   |               |

† Với các sân vận động đóng cửa hoặc bị phá hủy, sức chứa được tính lúc đóng cửa.
‡ Hiện tại đang trong quá trình,hoặc kế hoạch mở rộng.